# Bismarckturm (Oberg)
Der Bismarckturm in Oberg ist ein Bismarckdenkmal in der Gemeinde Ilsede im Landkreis Peine, Niedersachsen.

## Geschichte

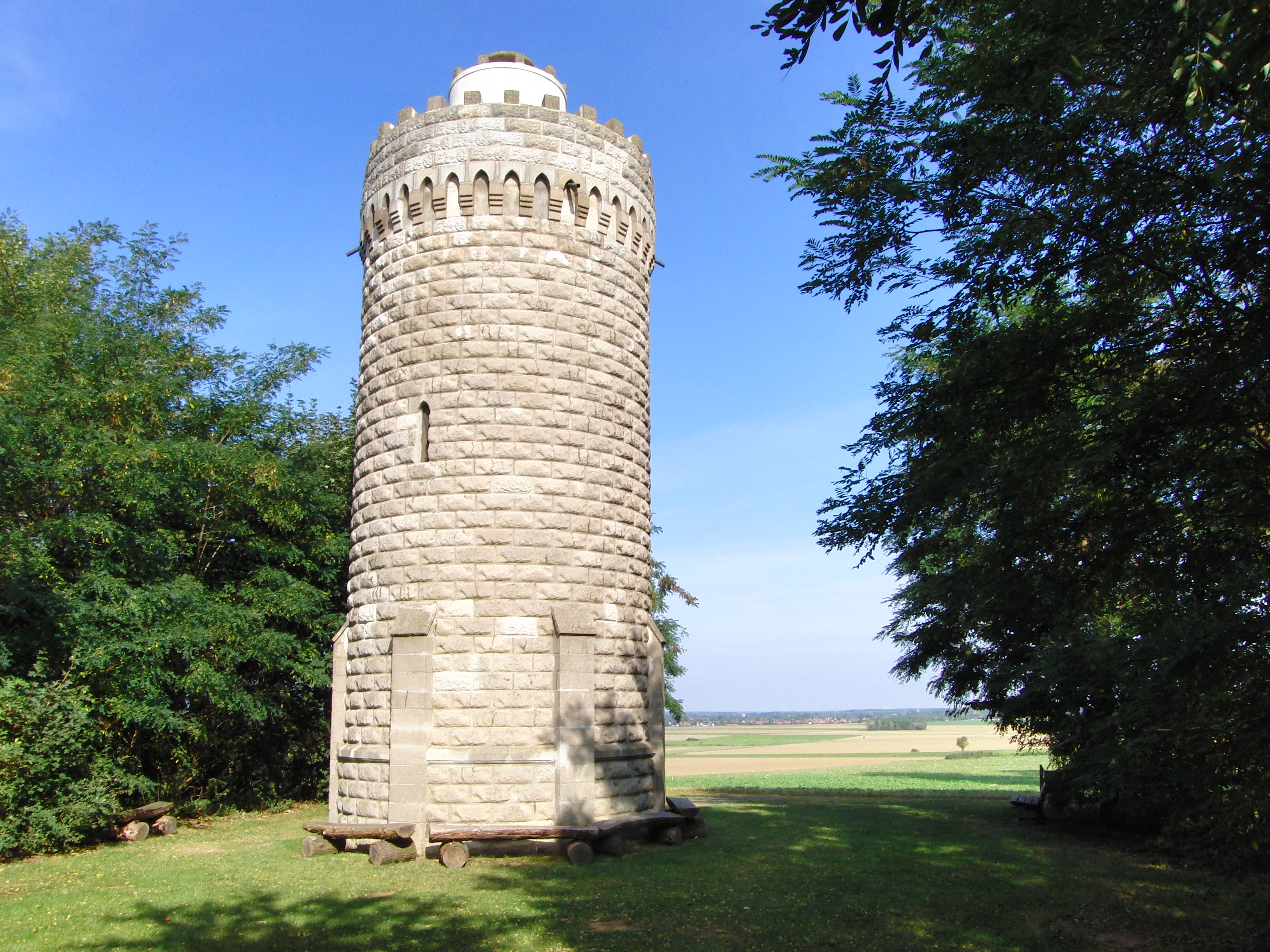
Rückseite des Bismarckturms

Der Turm wurde im Jahre 1915 zu Ehren des 100. Geburtstages des ehemaligen Reichskanzlers Otto von Bismarck errichtet. Den Auftrag zum Bau erteilte der Rittergutsbesitzer Hugo Leßmann; durchgeführt wurde der Bau durch einen Baumeister aus Groß Lafferde.
Der im neoromanischen Stil errichtete Bismarckturm besitzt einen runden Grundriss und besteht aus Sandstein. Der Turm ist 11,2 m hoch und befindet sich auf dem Lahberg (109 m über Normalnull).
Nach dem Zweiten Weltkrieg war der Turm nicht zugänglich; 1989 wurde er zum Baudenkmal erklärt. Nach der Renovierung des Turmes ist dieser seit 1995 wieder zugänglich.

## Der Bismarckturm im Ortswappen von Oberg
Das Dorf Oberg erhielt 1952 zum 800-jährigen Bestehen ein Ortswappen, auf dem der Bismarckturm abgebildet ist, gemeinsam mit der Wappenfigur der Herren von Oberg.
Das in Johann Siebmachers Wappenbuch (1605) gezeigte Wappen der Herren von Oberg zeigt zwei schwarzen Rauten auf goldenem Grund.
Die Adelsfamilie stellte mindestens ab dem 13. bis zum 15. Jahrhundert die Burgherren zu Oebisfelde (Aller). Sie dienten den Bischöfen von Magdeburg und den Herzögen von Braunschweig-Wolfenbüttel in diesem Grenzgebiet. Im Jahre 1448 starb Günter von Oberg als letzter Burgherr der Linie zu Oebisfelde. Ihre Grabstätten sind unbekannt.